# Charles Alan Fraser
Charles Alan Fraser (* 6. April 1915 in Mooi River; † 18. Dezember 1994 in Howick (Südafrika)) war ein südafrikanischer Militär und Diplomat.

## Leben
Charles Alan Fraser war der Sohn von Gertrude Isabella Tatham (* 23. August 1887 in Dundee (Südafrika); † 12. Juni 1922 in Newcastle (Südafrika)) und William George Fraser (* 18. August 1875 in Benares; † 30. März 1944 in Newcastle).
Im September 1939 heiratete er in Mooi River Nancy Frances Margaret Ford. Ihre gemeinsame Tochter war Judith Gertrude Marie Fraser (* 6. Dezember 1946 in Pretoria; † 22. Mai 2005 in Somerset West).
Er besuchte die Newcastle Junior School, die Jeppe High School, das South African Military College, das Middle East Staff College in Haifa sowie das Joint Services Staff College in Latimer House.
Charles Alan Fraser trat 1934 als Milizionär in die Cape Field Artillery, diese wurde ab September 1943 dem Kommando des 6th Field Regiment, South African Artillery in Italien eingesetzt. Am 21. Oktober 1944 löste er Lt-Col L.D. Kay im Kommando ab und wurde seinerseits von Lt-Col I.B. Whyte abgelöst.
1946 wurde er Berufssoldat und bei der Malayan Emergency eingesetzt. Während des Algerienkriegs war er Militärattaché in Paris, verbrachte Zeit in Algier und wurde Experte für asymmetrische Kriegführung.
Vom 1. Juli 1966 bis 1967 hatte er das Kommando über die südafrikanischen Landstreitkräfte.
Von 1967 bis 1975 hatte er das Kommando über die südafrikanischen Landstreitkräfte und die South African Air Force. Als General Officer Commanding Joint Combat Forces (G.O.C.J.C.F.) hatte er in den South African Defence Force den dritthöchsten Rang. In dieser Funktion unterhielt er zu Paul Gygli und zu Oberst Helmut von Frisching von der Untergruppe Nachrichtendienst und Abwehr (UNA) intensive Kontakte.
Auf Vorschlag Gyglis reiste eine südafrikanische Militärmission in die Schweiz, um im Hinblick auf die Streitkräftereform Südafrikas das Rekrutierungs- und Ausbildungssystem der Schweizer Armee kennenzulernen. Auf besonderes Interesse stieß beim militärischen Nachrichtendienst Südafrikas die Art und Weise, wie die Schweizer Armee im Rahmen der psychologischen Kriegführung »Subversive« bekämpfte.
In der Folge, 1969 gründete die Regierung Balthazar Johannes Vorster das South African Bureau of State Security unter der Leitung von Hendrik van den Bergh, welcher ebenfalls persönliche Kontakte zu den Schweizer Behörden pflegte. 1975 wurde der G.O.C.J.C.F. wie auch der des Commander Maritime Defence abgeschafft und die entsprechenden Verantwortlichkeiten delegiert.
Von 1973 bis 4. März 1979 war er Generalkonsul in Teheran. Die Beziehungen der beiden Staaten wurden unter der Regierung Amir Abbas Hoveyda sehr eng. Die Regierung von Mehdi Bāzargān brach die Beziehungen zum Apartheidregime ab und wies Charles Alan Fraser aus.
| Vorgänger       | Amt                                                                                 | Nachfolger           |
| --------------- | ----------------------------------------------------------------------------------- | -------------------- |
| Petrus Jacobs   | Kommandeur der südafrikanischen Landstreitkräfte 1. Juli 1966 bis 30. November 1967 | Willem Louw          |
| Nick Bierman    | General Officer Commanding Joint Combat Forces 1967 bis 1975                        | abgeschafft          |
| Alan John Oxley | südafrikanischer Generalkonsul in Teheran 1973 bis 4. März 1979                     | Moosa Mohamed Moolla |